# Atletismo nos Jogos Pan-Americanos de 2019 - Lançamento de dardo masculino
A competição do lançamento de dardo masculino foi um dos eventos do atletismo nos Jogos Pan-Americanos de 2019, em Lima, no Peru. A prova foi realizada no dia 10 de agosto.

## Calendário
Horário local (UTC-5).
| Data         | Horário | Fase  |
| ------------ | ------- | ----- |
| 10 de agosto | 15:45   | Final |

## Medalhistas
| Ouro   | GRN Anderson Peters |
| Prata  | TTO Keshorn Walcott |
| Bronze | LCA Albert Reynolds |

## Recordes
Recordes mundial e pan-americano antes da disputa dos Jogos Pan-Americanos de 2019.
| Tipo                             | Atleta             | Marca   | Local       | Data                  |
| -------------------------------- | ------------------ | ------- | ----------- | --------------------- |
|                                  | Jan Železný        | 98,48 m | Jena        | 25 de maio de 1996    |
| Recorde dos Jogos Pan-Americanos | Guillermo Martínez | 87,20 m | Guadalajara | 28 de outubro de 2011 |

Os seguintes novos recordes foram estabelecidos durante esta competição. 
| Data         | Prova | Atleta          | Nacionalidade | Distância | Recordes                         |
| ------------ | ----- | --------------- | ------------- | --------- | -------------------------------- |
| 10 de agosto | Final | Anderson Peters | Granada       | 87.31     | Recorde dos Jogos Pan-Americanos |

## Resultado final
Os resultados foram os seguintes:  
| Posição           | Atleta          | Nacionalidade         | #1    | #2    | #3    | #4    | #5    | #6    | Resultado | Notas            |
| ----------------- | --------------- | --------------------- | ----- | ----- | ----- | ----- | ----- | ----- | --------- | ---------------- |
| Medalha de ouro   | Anderson Peters | GRN Granada           | 87.31 | 81.78 | 78.92 | 85.90 | 81.21 | x     | 87.31     | ,                |
| Medalha de prata  | Keshorn Walcott | TTO Trinidad e Tobago | 83.55 | 82.92 | 82.92 | x     | x     | 75.54 | 83.55     |                  |
| Medalha de bronze | Albert Reynolds | LCA Santa Lúcia       | 76.91 | 75.93 | 77.51 | 73.64 | 77.56 | 82.19 | 82.19     | Recorde nacional |
| 4                 | Michael Shuey   | USA Estados Unidos    | x     | 73.21 | 78.02 | 80.35 | x     | 80.72 | 80.72     |                  |
| 5                 | Markim Felix    | GRN Granada           | 77.18 | 72.47 | 74.77 | 69.26 | 71.18 | 72.30 | 77.18     |                  |
| 6                 | Shakeil Waithe  | TTO Trinidad e Tobago | 71.80 | x     | 76.15 | x     | x     | –     | 76.15     |                  |
| 7                 | Arley Ibargüen  | COL Colômbia          | 72.51 | 74.85 | 74.46 | 70.69 | x     | 67.97 | 74.85     |                  |
| 8                 | Dayron Márquez  | COL Colômbia          | 73.15 | 73.99 | 71.88 | 73.17 | 71.58 | 72.71 | 73.99     |                  |
| 9                 | Francisco Muse  | CHI Chile             | 69.33 | 72.84 | 72.84 |       |       |       | 72.84     |                  |
| 10                | Curtis Thompson | USA Estados Unidos    | 64.28 | x     | 65.39 |       |       |       | 65.39     |                  |

Legenda
| Recorde mundial                  | Recorde mundial (World record)               |                       | Recorde africano                      | Recorde africano (African) |                                           | Q | Classificado por posição (Qualified) |
| Recorde dos Jogos Pan-Americanos | Recorde pan-americano (Pan-American record)  | Recorde da América    | Recorde da América (Americas)         | q                          | Classificado por melhor tempo (Qualified) |   |                                      |
| Melhor marca do ano              | Melhor marca do ano (World leading)          | Recorde asiático      | Recorde asiático (Asian)              | DNS                        | Não largou (Did not start)                |   |                                      |
| Recorde nacional                 | Recorde nacional (National record)           | Recorde europeu       | Recorde europeu (European)            | DNF                        | Não terminou (Did not finish)             |   |                                      |
| Recorde pessoal                  | Recorde pessoal do atleta (Personal best)    | Recorde da Oceania    | Recorde da Oceania (Oceania)          | DSQ / DQ                   | Desclassificado (Disqualified)            |   |                                      |
| Recorde da temporada             | Recorde da temporada do atleta (Season best) | Recorde sul-americano | Recorde sul-americano (South America) | NM                         | Sem marca (No mark)                       |   |                                      |